# Pita horská
Pita horská (Erythropitta venusta) je pták z čeledi pitovití (Pittidae) a rodu pita (Erythropitta). Druh popsal německý přírodovědec Salomon Müller roku 1836 pod jménem Pitta venusta.

## Výskyt
Pita horská je endemitním druhem ostrova Sumatra ve Velkých Sundách, soustředí se především do regionu Barisanského pohoří podél západního pobřeží ostrova. Obývá patro i podrost horských dipterokarpových lesů i nižších horských deštných lesů, obvykle ji lze spatřit v nadmořské výšce od 400 do 1 400 m. Distribuce je však spíše nerovnoměrná.

## Popis
Pita horská dosahuje délky těla asi 18 cm. Jde o podsaditého ptáka s tmavě hnědými svrchními partiemi s nádechem do fialova, hnědého odstínu dosahuje také ocas. Spodní partie těla jsou jasně karmínové, jde o jeden z charakteristických znaků zástupců rodu Erythropitta. Opeření hlavy se pohybuje v odstínech černé a temně červené, s výrazným azurovým proužkem táhnoucím se od oka. Zobák je černý, duhovka tmavě hnědá. Nedospělí jedinci se vyznačují tmavě hnědým opeřením a červenou špičkou zobáku. Na Sumatře si lze pitu horskou splést s příbuznou pitou granátovou (Erythropitta granatina), byť záměna není příliš pravděpodobná, protože pita granátová se vyznačuje červenou „čepičkou“ a jasně modrými křídly.
Pita horská je špatně prostudovaným druhem, který lze ve volné přírodě spatřit pouze vzácně. Potravu shání na zemi nebo na padlých kmenech stromů, živí se různými bezobratlými a také některými semeny. Ozývá se nízkým truchlivým hvízdáním. Hnízdí nízko nad zemí, kde si staví klenuté hnízdo z vegetace. Snůšku tvoří dvě až tři vejce, jež jsou krémová s tmavými skvrnkami.

## Ohrožení
Mezinárodní svaz ochrany přírody (IUCN) ve svém vyhodnocení stavu druhu z roku 2016 očekává, že celková velikost populace činí 2 500 až 10 000 dospělých jedinců. Populační trend je navíc v důsledku ztráty a fragmentace vhodných stanovišť klesající. IUCN uvádí, že na Sumatře došlo ke ztrátě dvou třetin až čtyř pětin původního nížinného lesa a nejméně jedné třetiny horských dipterokarpových lesů, přičemž nelegální zásahy do původních stanovišť se nevyhýbají ani rezervacím a národním parkům (pita se vyskytuje mj. v NP Kerinci Seblat a NP Bukit Barisan Selatan). IUCN z tohoto důvodu považuje pitu horskou za zranitelný druh.